# Sujatha Rangarajan
Sujatha (3 mai 1935 - 27 février 2008) était le pseudonyme de l'écrivain de langue tamoule S. Rangarajan, auteur de plus de cent romans, deux cent cinquante nouvelles, dix ouvrages sur la science, et un petit recueil de poèmes. 
Il fut l'un des écrivains les plus populaires de la littérature tamoule moderne, et il contribua régulièrement à des journaux tamouls tels que Ananda Vikatan, Kumudam and Kalki. Il avait de nombreux lecteurs, et fut pendant une brève période le rédacteur en chef de Kumudam. Il a été également scénariste pour plusieurs films tamouls.